# Phanerotomella rufa
Phanerotomella rufa är en stekelart som först beskrevs av Marshall 1898.  Phanerotomella rufa ingår i släktet Phanerotomella och familjen bracksteklar. Inga underarter finns listade i Catalogue of Life.